# Furcula bifida
Furcula bifida és una espècie de lepidòpter ditrisi de la família dels notodòntids (Notodontidae).

## Distribució
Es troba per tot Europa, al nord d'Àfrica, Mongòlia, Kazakhstan i Xinjiang.
És una espècie present a la península Ibèrica.

## Descripció
Les ales anteriors són de color gris, amb una àmplia banda central de color gris fosc, i una taca del mateix color cap a les puntes de les ales; per dins la banda està marginada per una línia negra recta i exteriorment per una línia corba; la tercera línia és doble, i es corba cap als costats. La primera línia interior és negra, i la segona que va cap a l'exterior és ocre. Les ales posteriors són de color blanc amb taques de color cafè al llarg del marge.
L'envergadura alar és de 44 a 48 mm.
Difereix de Furcula furcula en la seva mida generalment més gran, però més especialment en la forma de la línia de color negre que forma el marge exterior de la banda central; aquesta forma una corba neta mentre que Furcula bifida sempre és més o menys en angle o dentada cap al marge frontal de les ales.
Vola en les nits de maig a juliol i se sent atreta per la llum, el mascle més que la femella.
La larva és com una versió petita de l'estranya larva de Cerura vinula, amb l'últim parell de potes falses modificat en dues llargues "cues".
S'alimenta d'àlbers i trèmols, i ocasionalment de salzes. L'espècie passa l'hivern com pupa en un capoll en el tronc de la planta nutrícia.

## Subespècies
- F. b. bifida (Brahm, 1787)
- F. b. lype (Seiffers, 1933)
- F. b. urocera Boisduval, 1840

## Galeria

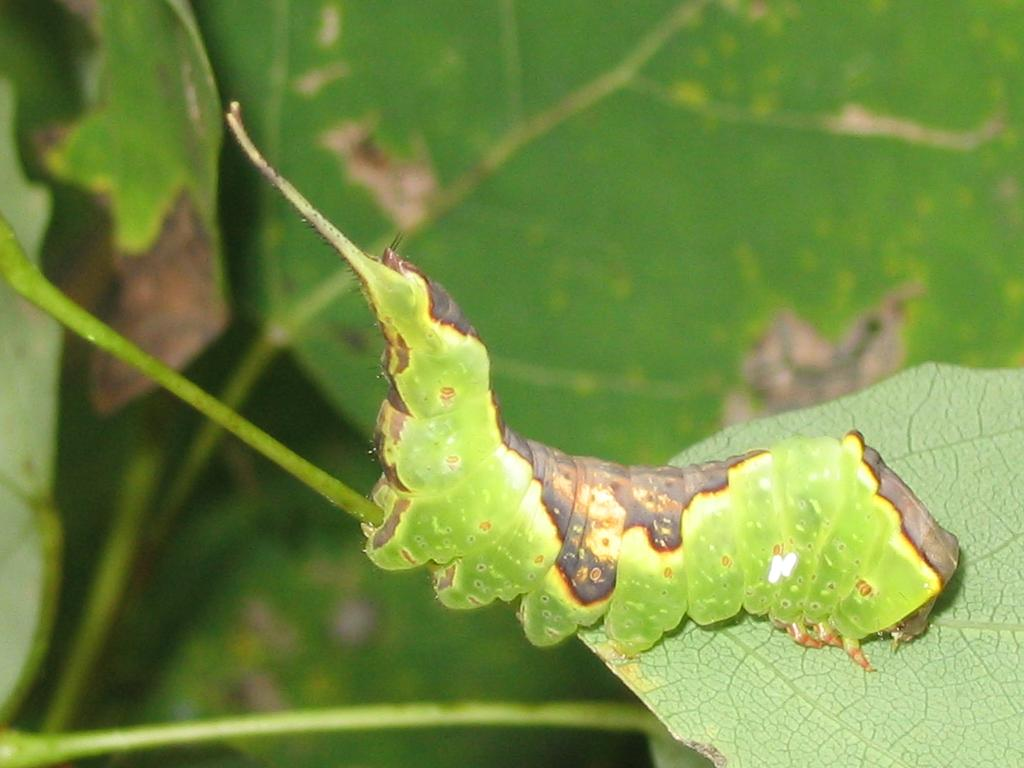
Eruga
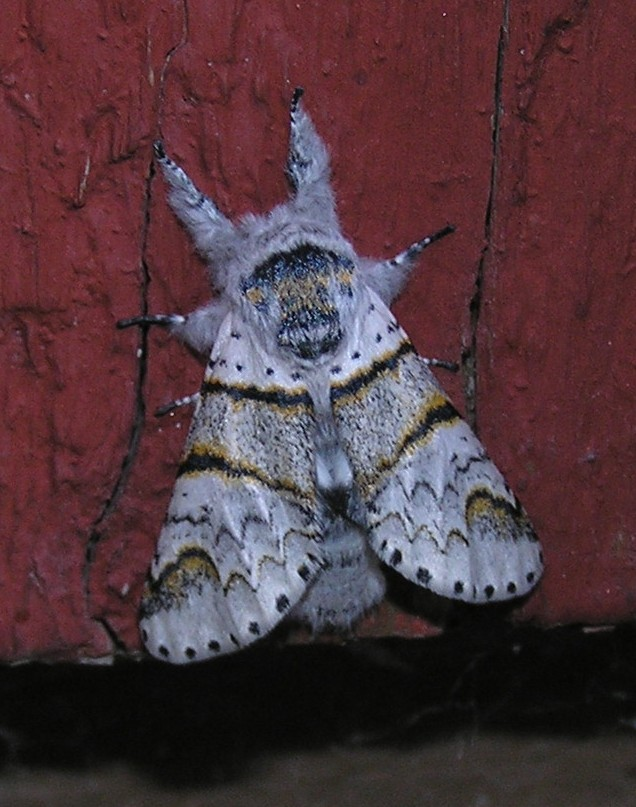
Vista dorsal
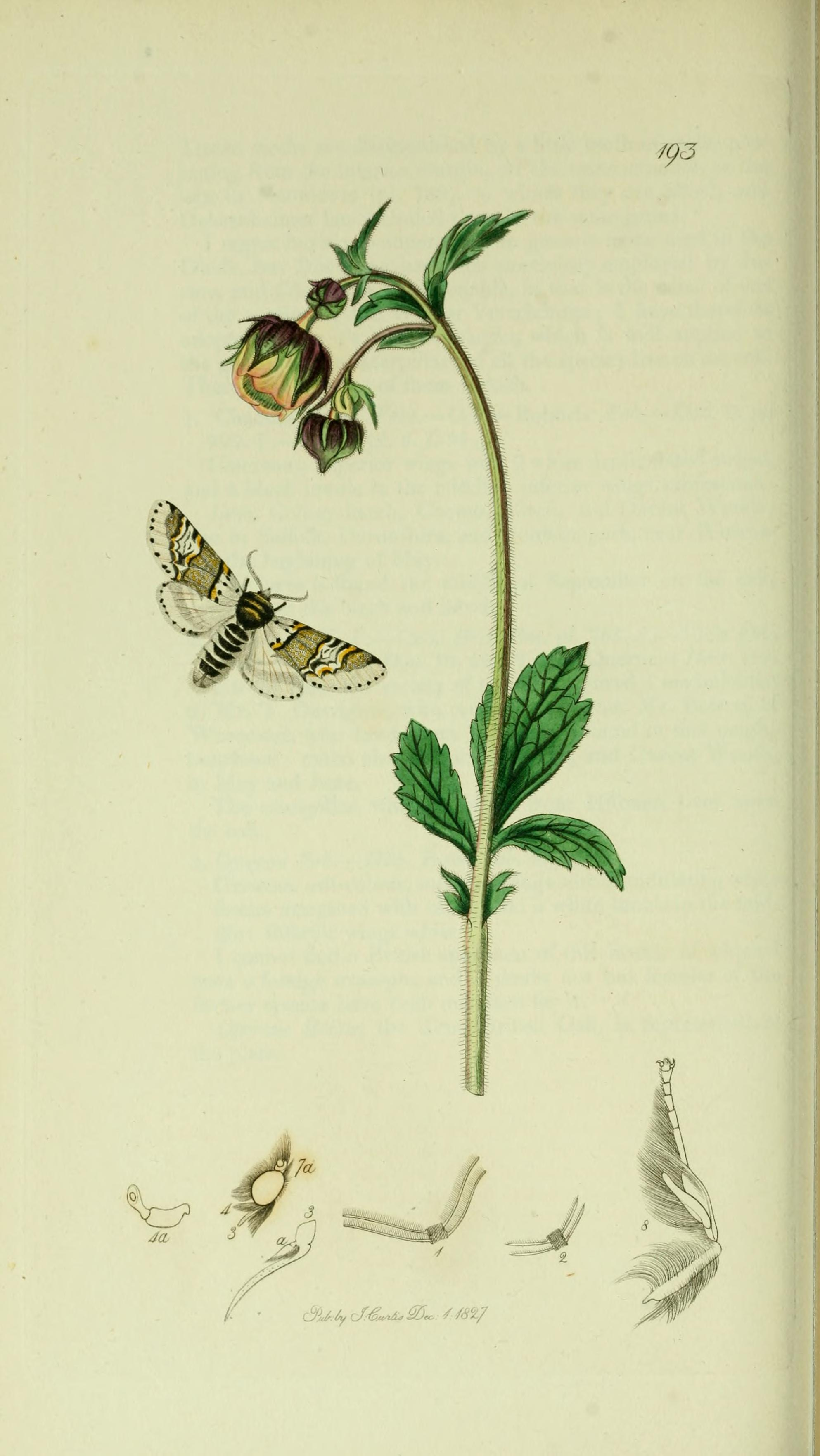
Il·lustració de John Curtis' Entomologia britànica
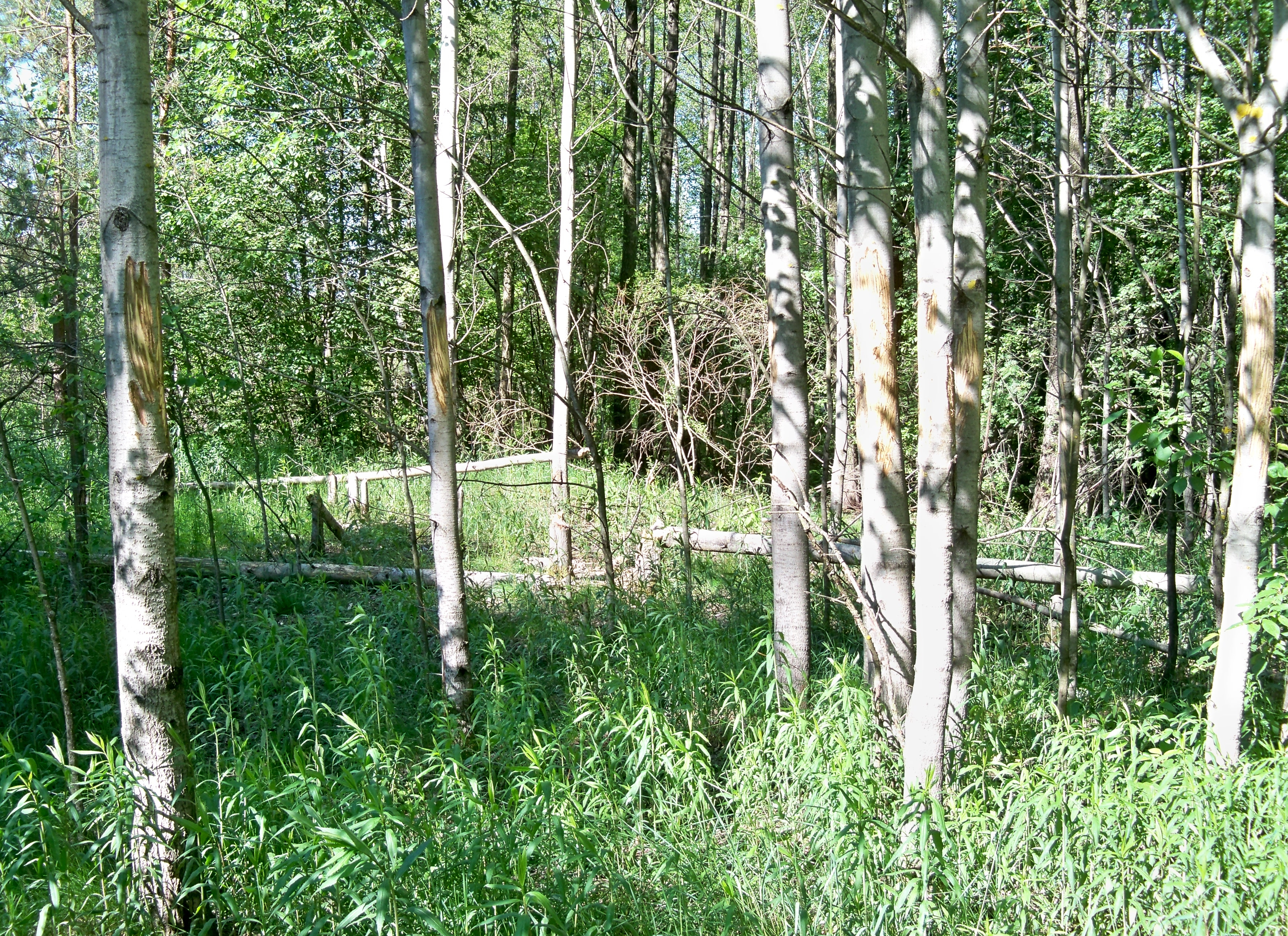
Hàbitat